# Peschani (Séverskaya, Krasnodar)
Peschani (del ruso: Песчаный) es un jútor del raión de Séverskaya del krai de Krasnodar, en Rusia. Está situada en la orilla izquierda del Kubán, 12 km al nordeste de Séverskaya y 33 km al sureste de Krasnodar. Tenía 65 habitantes en 2010.
Pertenece al municipio Lvóvskoye.